# Мала Крута
Мала Крута́ (рос. Малая Крутая) — присілок у складі Омутинського району Тюменської області, Росія.
Населення — 210 осіб (2010, 186 у 2002).
Національний склад станом на 2002 рік:
- росіяни — 81 %